# Jushin Liger
Keiichi Yamada (山田恵一 Yamada Keiichi?) (10 de noviembre de 1964) es un ex luchador profesional japonés, más conocido por su nombre artístico Jushin Liger (獣神ライガー Jūshin Raigā?), y después Jushin Thunder Liger (獣神サンダー・ライガー Jūshin Sandā Raigā?). Yamada es famoso por su larga carrera en New Japan Pro-Wrestling, así como por ser uno de los luchadores más innovadores de todos los tiempos.
Yamada también es el luchador con más combates en la historia de la lucha libre profesional, con más de 3000 combates desde 1984 hasta su retiro a principios de 2020, luchando en cinco décadas distintas (1980s, 1990s, 2000s, 2010s y 2020s).

## Carrera
Keiichi practicó lucha amateur en la escuela superior, participando en un torneo nacional donde acabó segundo tras ser derrotado por Toshiaki Kawada. Tras acabar la escuela, Yamada intentó entrar en el dōjō de la New Japan Pro-Wrestling para convertirse en un luchador profesional, pero fue rechazado debido a no cumplir los requerimientos de tamaño y peso. Sin intención de rendirse, Yamada viajó a México, donde los gimnasios de lucha libre aceptaban aprendices de cualquier estatura, y comenzó su entrenamiento allí. Durante ese tiempo, Keiichi se encontró en una pésima situación económica, tanto que, como él mismo admite, estaba famélico cuando unos entrenadores de la NJPW le encontraron. Apiadándose de él, los visitantes le aseguraron que le admitirían en el dojo de la New Japan, por lo que Yamada volvió a Japón con ellos.

### New Japan Pro-Wrestling (1984-1986)
En marzo de 1984, Yamada tuvo su debut en la NJPW con 19 años contra Shunji Kosugi. Fue entonces cuando Keiichi comenzó a estudiar artes marciales para añadir dinamismo a sus movimientos en el ring.
Keiichi Yamada fue un luchador aficionado durante sus años de escuela secundaria. En su último año, perdió ante Toshiaki Kawada en la final de un torneo de campeonato nacional. Después de graduarse de la escuela secundaria a principios de la década de 1980, se postularía al dojo de New Japan Pro-Wrestling (NJPW) con la esperanza de convertirse en un luchador profesional. No fue aceptado porque no cumplía con los requisitos de altura que tenía el dojo en ese momento. Yamada, decidido a no renunciar a su sueño de convertirse en un luchador profesional, se fue a México y comenzó su entrenamiento allí. Por su propia cuenta, casi se moría de hambre mientras estudiaba en México, debido a que los funcionarios de NJPW que estaban de visita se apiadaron de él y le pidieron que regresara a Japón para entrenar en su dojo. En el dojo de NJPW, entrenó junto a Keiji Mutoh , Masahiro Chono y Shinya Hashimoto. Mientras continuaba su entrenamiento, tuvo su primer partido en marzo de 1984 a la edad de 19 años, luchando contra Shunji Kosugi. Comenzó a estudiar varios estilos de artes marciales porque quería agregar algo nuevo y diferente a su estilo de lucha, que es cómo aprendió su Abisegeri.patada. En 1985, Yamada participó en la Young Lion Cup y llegó a la final del torneo antes de ser derrotado por Shunji Kosugi. A principios de 1986, Yamada participó en la Liga de Campeonato de Peso Pesado Juvenil IWGP, pero perdió ante Black Tiger . El 19 de julio de 1986, Yamada se enfrentó a Nobuhiko Takada en un esfuerzo por perder en su primero de muchos partidos del Campeonato Juvenil Pesado IWGP.

### All Star Wrestling (1986–1987, 1989, 2014)
Después de ganar la Young Lion Cup en marzo de 1986, [2] se fue de excursión a Europa, donde luchó por All Star Wrestling en Inglaterra , bajo el nombre de "Flying" Fuji Yamada. [2] [15] Ganó el Campeonato mundial de peso medio pesado dos veces, una en septiembre de 1986 y otra en marzo de 1987, las dos veces derrotaron a Mark Rocco del "Rollerball" y las dos veces se lo perdieron, y el último de estos cambios de títulos fue televisado en ITV . [1] Yamada volvería a visitar All Star nuevamente en 1989, con su compañero Flying Funaki . [dieciséis]Regresó a Gran Bretaña en 2014 para trabajar una vez más en All Star Wrestling, esta vez bajo su identidad enmascarada de Jushin Liger. 
Yamada se fue de excursión en Canadá , alrededor de mayo de 1987 donde luchó en Stu Hart 's Estampida de lucha en Calgary con su nombre real. [2] También se entrenó con Hart en el legendario " Dungeon ". [2] Sus experiencias allí lo llevaron a referirse a Hart como "un hombre muy, muy duro". Regresaría a Calgary en enero de 1989.

### Regreso a NJPW (1987-presente)
Después de regresar a Japón en agosto de 1987, Yamada debutó con su Shooting Star Press en un partido contra Masakatsu Funaki, para el cual tuvo la idea de leer el manga Fist of the North Star . A lo largo de 1987 y 1988, Yamada mejoró con cada partido, ocasionalmente recibiendo disparos en el Campeonato de Peso Pesado Junior IWGP, especialmente contra Owen Hart el 10 de junio de 1988 y contra Shiro Koshinaka el 9 de diciembre de 1988. También participaría en el primer Siempre Top of the Super Juniors donde obtuvo 31 puntos, no lo suficiente para avanzar a la final. Meses después de su segunda excursión a Canadá, NJPW lo llamó, ya que lo necesitaban para un truco basado en un extremadamente popular superhéroe de anime , Jushin Liger , creado por el artista de manga Go Nagai.  NJPW había hecho esto anteriormente con Tiger Mask , que se había convertido en un gran éxito. A Yamada se le dio un disfraz de cuerpo completo parecido a un superhéroe y una máscara de aspecto demoníaco, que se asemeja al tipo de superhéroe que se presenta en los programas de tokusatsu y anime.
Liger en 2007
Yamada como "Jushin Liger" regresó a NJPW el 24 de abril de 1989, en el Tokyo Dome. En el partido de debut del personaje, derrotó a Kuniaki Kobayashi. También ha luchado contra todos los Tigres Negros hasta la fecha (desde Mark Rocco en 1989 hasta Tatsuhito Takaiwa en 2009). El personaje de Liger sufrió cambios en conjunto con el progreso del anime Go Nagai y su héroe encendido. En enero de 1990, Liger pasó a llamarse "Jushin Thunder Liger", un nombre que continúa usando hasta el día de hoy.  Rápidamente se convirtió en uno de los mejores pesos pesados junior de NJPW, y finalmente capturó el Campeonato Juvenil Pesado IWGP once veces, entre el 25 de mayo de 1989 y el 6 de diciembre de 1999, entre muchos otros títulos y reconocimientos mientras luchaba en todo el mundo. Cuando aparece sin su máscara, Yamada bloquea su apariencia cubriéndose la cara con una mano.
Al principio de su carrera, el estilo de Yamada consistía principalmente en volar alto. Años más tarde, comenzó a adaptar más movimientos de poder y comenzó a enfocarse más en lidiar y contar una historia en el ring; parte de este cambio se debió al hecho de que Liger tuvo que reducir el estrés que estaba ejerciendo sobre su cuerpo después de someterse a una cirugía de tumor cerebral en agosto de 1996, lo que explicaba por qué perdió su encuentro con Último Dragón en la primera ronda de la J-Crown. torneo. También tuvo la oportunidad de luchar contra "Macho Man" Randy Savage el 17 de julio, en la que perdió.
Liger ha ganado dos torneos de la Supercopa J en 1995 y 2000 . 
El 20 de octubre de 1996, The Great Muta se enfrentó en un partido con Liger. A medida que avanzaba el partido, Muta recurrió a sus tácticas clandestinas que se habían convertido en su estilo a lo largo de los años. Rasgó la máscara de Liger y finalmente se la arrancó, pero Liger mantuvo su cara boca abajo en la colchoneta. Después de tomar una silla fuera del ring, Muta entró al ring pero antes de que pudiera golpear a Liger con él, Liger se puso de pie y reveló que su cara estaba pintada de blanco pálido con letras rojas y escupía niebla en la cara de Muta (otra marca registrada de Muta). Se arrancó el traje y reveló un cofre pintado, luego procedió a luchar de forma más agresiva durante el resto del partido, a pesar de perder el partido ante Muta.
El 30 de julio de 2006, Liger revivió el truco de "Kishin Liger" y se enfrentó con su rival Bad Boy Hido en NJPW. La historia era que Hido había cortado un pedazo de cabello de Liger y Liger juró venganza, por lo que se transformó en Kishin Liger. Liger ganó el partido con un brainbuster en una silla de acero. La próxima aparición de Liger como Kishin Liger tuvo lugar en junio de 2012 y fue provocada por Taichi rompiendo su máscara en pedazos. 
El truco es una variación del truco de The Great Muta que se basa en tácticas sangrientas y malvadas en un combate, utilizando modales e imágenes que difieren de las formas normales de la persona. Este truco también utiliza muchos movimientos de lucha que son habituales en el conjunto de movimientos de The Great Muta, como la niebla asiática .
Durante el año 2000, cuando el booker Riki Choshu decidió quitar el énfasis a la división de peso pesado junior (una decisión costosa que disminuyó su credibilidad), Liger luchó contra los pesos pesados sin usar la parte superior de su traje o los cuernos de su máscara (la primera vez que usó ese atuendo fue el 24 de febrero de 1994, contra Shinya Hashimoto en un combate sin título entre el campeón de peso pesado junior IWGP y el campeón de peso pesado IWGP). 
De 2001 a 2007, Liger fue el líder de la Unidad de Terrorismo de Control (CTU) del talón de NJPW, junto con Hirooki Goto , Minoru Tanaka , Black Tiger IV , Gedo , Jado , el Príncipe Devitt y James Gibson. 
Liger en 2018
CTU se disolvió en agosto de 2007, cuando Liger decidió que CTU se disolvería mientras estaba en la parte superior de NJPW, y luego se uniría al establo Legend de Masahiro Chono. El establo Legend se disolvería en febrero de 2010, después de las salidas de Chono, Choshu y Akira .
Desde entonces, Liger se ha asociado principalmente con su compañero veterano Tiger Mask, quedando fuera de la competencia por el campeonato en su mayor parte. Liger y Tiger ganaron el Campeonato IWGP Junior Heavy Team Tag el 16 de junio de 2012, en Dominion 6.16 , perdiéndolo ante Forever Hooligans ( Alex Koslov y Rocky Romero) el 22 de julio. El tiro más reciente de Liger en el Campeonato de Peso Pesado Junior IWGP se llevó a cabo el 3 de mayo de 2016, cuando desafió a Kushida por el título en Wrestling Dontaku 2016.  En mayo de 2017, Liger anunció que el2017 Best of the Super Juniors sería su último torneo de BOSJ. [24] Terminó el torneo con un récord de seis derrotas y una victoria, que llegó en su último partido contra Taichi. 
En el evento cuarto Aniversario de New Japan, Liger se adjudicó un combate por el título de peso pesado junior contra Taiji Ishimori después de anotar una victoria sin título sobre él la noche anterior, sin embargo, no pudo ganar el título perdiendo a través de la sumisión. Al día siguiente, el 7 de marzo de 2019, se anunció que Liger se retirará el 4 de enero de 2020 en el Tokyo Dome.

### World Wrestling Federation / WWE (1990, 2015, 2020)
Liger hizo su debut en la World Wrestling Federation (WWF) el 13 de abril de 1990, en Wrestling Summit en el Tokyo Dome, un evento coproducido con NJPW y All Japan Pro Wrestling (AJPW), donde venció a Akira Nogami.
El 16 de julio de 2015, WWE anunció que Liger lucharía en un combate en el evento especial NXT TakeOver: Brooklyn WWE Network el 22 de agosto de 2015, contra Tyler Breeze. Según NJPW, WWE se había acercado a ellos para traer a Liger para el evento como invitado especial.En el evento, Liger fue victorioso sobre Breeze.
El 16 de marzo de 2020, WWE y Yahoo! Japan anunció que Liger sería incluido en el Salón de la Fama WWE 2020.

### World Championship Wrestling (1991-1992, 1995-1999)
Liger hizo apariciones en World Championship Wrestling (WCW) durante la década de 1990. Hizo su debut en diciembre de 1991. Se peleó con Brian Pillman por el Campeonato Mundial Peso Pesado Ligero de WCW. Derrotó a Pillman el 25 de diciembre por el título en un espectáculo en casa en Atlanta, Georgia. Mantendría el título por más de dos meses, antes de perderlo de nuevo ante Pillman en SuperBrawl II. Liger se fue de la WCW en diciembre de 1992 después de Starrcade, formando equipo con Erik Watts en un esfuerzo por perder al "Dr. Death" Steve Williams y Sting en un partido de la Lotería Letal.
1995–1999
A su regreso a la WCW en 1995, Liger tuvo la distinción de aparecer en el primer partido en la inauguración del lunes de WCW que Nitro celebró en el Mall of America el 4 de septiembre, donde perdió ante Brian Pillman. Regresó a la WCW en septiembre de 1995; seguiría enfrentando a muchos otros oponentes como Chris Benoit, Pillman, Dean Malenko, Rey Mysterio Jr. y Juventud Guerrera, además de desafiar a Konnan por el Campeón de los Estados Unidos la WCW en  Slamboree '96.
Liger se encontró con una controversia alrededor de fines de noviembre / principios de diciembre de 1999 mientras luchaba en una corta gira en la WCW como el Campeón IWGP Junior de peso pesado cuando perdió el campeonato en un episodio del lunes Nitro a Juventud Guerrera a través de un golpe en la cabeza de un tequila. botella. Liger recuperó su título la semana siguiente de Psicosis , quien estaba sustituyendo a Guerrera porque se rompió el brazo. Sin embargo, las secuencias de comandos de estos cambios de título se consideraron vergonzosas para NJPW y la compañía decidió no reconocer ni divulgar ninguna información sobre los cambios de título. A su vez, ninguno de los medios de comunicación deportivos japoneses reportó los dos cambios de título también. El nuevo Japón no reconoció el reinado de Guerrera hasta 2007. Liger también fue considerado como un campeón en 10 ocasiones hasta este momento.

### Ring of Honor (2004-2010, 2014-2017)
2004–2010	
El 5 de noviembre de 2004, Liger debutó en Ring of Honor (ROH), encabezando sus shows consecutivos "Fin de semana del trueno" con gran aclamación. ROH seleccionó a Bryan Danielson como el oponente especial de Liger para ese fin de semana. Para Night 1, los dos se enfrentaron en un partido de individuales, con Liger ganando la pelea altamente competitiva después de un super brainbuster. El 6 de noviembre de 2004, Night 2 vería un partido de "equipo de etiqueta de ensueño" en el evento principal. Liger eligió al entonces campeón de ROH Samoa Joe como su compañero por respeto a los logros de Joe como campeón del mundo de ROH, y Danielson seleccionó a Low Ki para negar a Joe. Liger volvió a salir arriba, sujetando a Danielson con una Liger Bomb para ganar el partido. El 29 de enero de 2010, en el debut de ROH en Los Ángeles, California, como parte de WrestleReunion 4 , Liger perdió un partido sin título ante el campeón del mundo de ROH Austin Aries a través de Pinfall después de un brainbuster. Fue el primer partido de ROH de Liger en más de cinco años.
En mayo de 2014, Liger regresó a ROH como parte de una gira coproducida por NJPW y ROH. El 17 de mayo en la Guerra de los Mundos , Liger desafió sin éxito a Adam Cole por el Campeonato Mundial de ROH. El 27 de marzo de 2015, Liger regresó a ROH en el evento Supercard of Honor IX , desafiando sin éxito a Jay Lethal por el Campeonato Mundial de Televisión ROH . Liger regresó a ROH el siguiente mes de mayo para participar en los eventos Guerra de los Mundos '15 y Guerras Globales '15 de ROH / NJPW. 
Liger regresó a ROH el 2 de diciembre de 2016, en Final Battle , donde fue derrotado por Silas Young. 
Liger regresó a ROH el 18 de agosto de 2017, durante su parada de gira por el Reino Unido en Londres, que fue promovida conjuntamente con NJPW, CMLL y Revolution Pro Wrestling (RPW) del Reino Unido . Liger se unió a Delirious y Místico para desafiar, sin éxito, a Dalton Castle y The Boys por el Campeonato en parejas de Seis Hombres de ROH.

### Total Nonstop Action Wrestling (2005-2006)
Liger debutó en la promoción American Nonstop Action Wrestling el 23 de octubre de 2005 como parte de su pago por visión de Bound for Glory, perdiendo ante Samoa Joe. 
Estaba programado para enfrentarse a Christopher Daniels en TNA Lockdown 2006 el 23 de abril de 2006. No había sabido que el partido se celebraría en una jaula de acero , algo en lo que nunca antes había participado. Cuando se enteró de esto, canceló el partido, debido a que estaba en un nuevo entorno, temiendo que hubiera obstaculizado su rendimiento.
Liger fue el capitán del equipo de New Japan en el TNA 2006 World X Cup Tournament y derrotó al Capitán Petey Williams del Team Canada en el Sacrificio el 14 de mayo de 2006 con un Crash Thunder Buster después de que Williams fue distraído por el resto del Team Japan, quien cubrió el bandera sobre Williams después de la victoria de Liger. Liger fue eliminado en el X-Cup Gauntlet más tarde esa noche y el Equipo de Japón no pudo ganar ningún punto en el partido ya que ganó el Equipo de Canadá con el Equipo México como subcampeón.

### Consejo Mundial de Lucha Libre (2007-2013)
Liger se desgarra en la máscara de Último Guerrero durante un partido de CMLL
En 2007 Liger hizo una corta visita a México, luchando para el Consejo Mundial de Lucha Libre (CMLL), en una asociación con NJPW's. Formó parte del Grand Prix Internacional del 2007 del Consejo, como capitán del equipo extranjero. Liger fue el último eliminado del combate por el ganador Último Guerrero. Liger regresó al Consejo en septiembre del 2009, en un extenso tour, haciendo equipo con Okumura, Naito y Yujiro como La Ola Amarilla ("The Yellow Wave" in Spanish). En el 76 Anniversario del Consejo La Ola Amarilla derrotó al Team México (Último Guerrero, Atlantis, Black Warrior y Héctor Garza) en una de las luchas incluidas en el show. La semana siguiente, en el evento Gran Alternativa 2009 Liger desafió sin éxito al Último Guerrero por el CMLL World Heavyweight Championship.[46] Además falló el recuperar el IWGP Junior Heavyweight Championship de Místico antes de regresar a Japón en octubre del 2009. El 3 de mayo de 2010, durante el Wrestling Dontaku 2010, Liger derrotó al Negro Casas en un show de la New Japan en Fukuoka, Japan, para ganar el CMLL World Middleweight Championship.
Liger regresó a CMLL en junio de 2010 para un largo recorrido por la empresa. Como el CMLL World Middleweight Championship ganó la entrada en el Universal Championship 2010 . El 6 de agosto de 2010, el Super Viernes mostró que Liger ganó el Bloque B al derrotar a Negro Casas, Héctor Garza y La Máscara para ganar un lugar en la final. El 13 de agosto de 2010, Super Viernes Liger derrotó a La Sombra para ganar el Campeonato Universal 2010. El 16 de agosto de 2010, se anunció que Liger era uno de los 14 hombres que arriesgaban su máscara en un combate de jaula de acero de Luchas de Apuestas , el evento principal del Show de 77 Aniversario de CMLL. Liger fue el séptimo hombre en abandonar la jaula de acero, manteniendo su máscara a salvo. El partido llegó a La Sombra fijando a Olímpico para desenmascararlo, Durante la misma gira, Liger también hizo su primera defensa exitosa del CMLL World Middleweight Championship, derrotando a La Sombra el 27 de septiembre. El 4 de enero de 2011, en el evento Wrestle Kingdom V de New Japan en el Tokyo Dome , Liger luchó en un partido de exhibición de CMLL, donde él y Héctor Garza fueron derrotados por La Sombra y Máscara Dorada, cuando Sombra cubrió a Liger, preparando un partido del Campeonato Mundial de Peso Medio del Mundo CMLL para el show Fantástica Mania 2011 de CMLL el 22 de enero en Tokio. En Fantástica Mania Liger derrotó a La Sombra para retener el Campeonato Mundial De Peso Medio CMLL. El 3 de mayo, Liger hizo su tercera defensa exitosa del título, derrotando a Máscara Dorada en el show de New Japan Wrestling Dontaku 2011. Liger regresó a México el 15 de septiembre de 2011, anunciando su intención de trabajar como técnico por primera vez durante su carrera con CMLL.  El 30 de septiembre en el 78 aniversario de CMLL, Liger derrotó a otros once hombres en un torneo cibernético para avanzar a las finales de la Leyenda de Plata de 2011. El 7 de octubre, Liger fue derrotado en la final del torneo por Volador Jr. El 24 de octubre, Liger hizo su cuarta defensa exitosa del Campeonato Mundial de peso medio CMLL, derrotando a El Texano Jr. En noviembre 18, Liger perdió el título ante Dragón Rojo Jr. , terminando su reinado a los 564 días. El período de tres meses de Liger en CMLL terminó el 9 de diciembre, con una derrota contra Último Guerrero.
El 5 de julio de 2013, durante un evento en el Nuevo Japón, Liger se unió a Hiroshi Tanahashi para derrotar a Tama Tonga y El Terrible por el Campeonato en parejas del Mundo de CMLL.  Perdieron el título ante Tonga y Rey Bucanero el 14 de septiembre.

### Promociones independientes norteamericanas (2007-2019)
Liger hizo su regreso a Canadá después de 18 años el 25 y 26 de mayo de 2007 en Mississauga, Ontario y compitió en UWA Hardcore Wrestling. En la noche uno se unió a Puma y derrotó al equipo de Último Dragón y Kazuchika Okada, después de que Liger golpeara la Bomba Liger en Okada.  En la noche dos, Liger se unió a Último Dragón y derrotó a The Murder City Machine Guns (Alex Shelley y Chris Sabin) después de un combo Liger Bomb / Dragon Sleeper.
Liger hizo su debut en Pro Wrestling Guerrilla (PWG) en Los Ángeles, California el 30 de enero de 2010, como parte de WrestleReunion 4 . Derrotó a El Genérico a través de pinfall después de un cerebro. 
El 22 de mayo de 2010, Liger hizo su debut en la promoción estadounidense Jersey All Pro Wrestling (JAPW), perdiendo ante Homicidios en el evento principal de la noche.  Volvería a la promoción siete meses después, el 10 de diciembre, cuando derrotó a Azrieal, Bandido Jr., B-Boy , El Genérico y Kenny Omega en un partido de eliminación de seis vías para ganar el Campeonato JAPW de peso semipesado. Al día siguiente defendería con éxito el título contra Mike Quackenbush.  Liger perdería el título ante Kenny Omega en su segunda defensa el 15 de mayo de 2011, en Filadelfia, Pensilvania , durante elInvasion Tour 2011 , la primera gira de New Japan en los Estados Unidos. 
El 24 de marzo de 2013, se anunció que Liger regresaría a los Estados Unidos el mes siguiente, haciendo su debut para Extreme Rising el 4 de abril, Pro Wrestling Syndicate (PWS) el 5 de abril y Chikara el 6 de abril, todo durante la WrestleCon. Fin de semana en Nueva Jersey. Después de la cancelación del evento Extreme Rising, Liger terminó participando en otro evento de PWS el 4 de abril, durante el cual derrotó a Davey Richards y Tony Nese en un partido a tres bandas. Al día siguiente, Liger fue derrotado por el luchador de la WWE John Morrison en lo que fue catalogado como un "International Dream Match". Liger terminó su gira por Estados Unidos al asociarse con Mike Quackenbush para derrotar a Jigsaw y The Shard en el evento principal del show de Chikara.
El 9 de julio de 2016, PWG anunció que Liger regresaría a la promoción el 2 de septiembre para participar en la Batalla de Los Ángeles 2016. Fue eliminado del torneo en la primera ronda por Chris Hero.

## En lucha

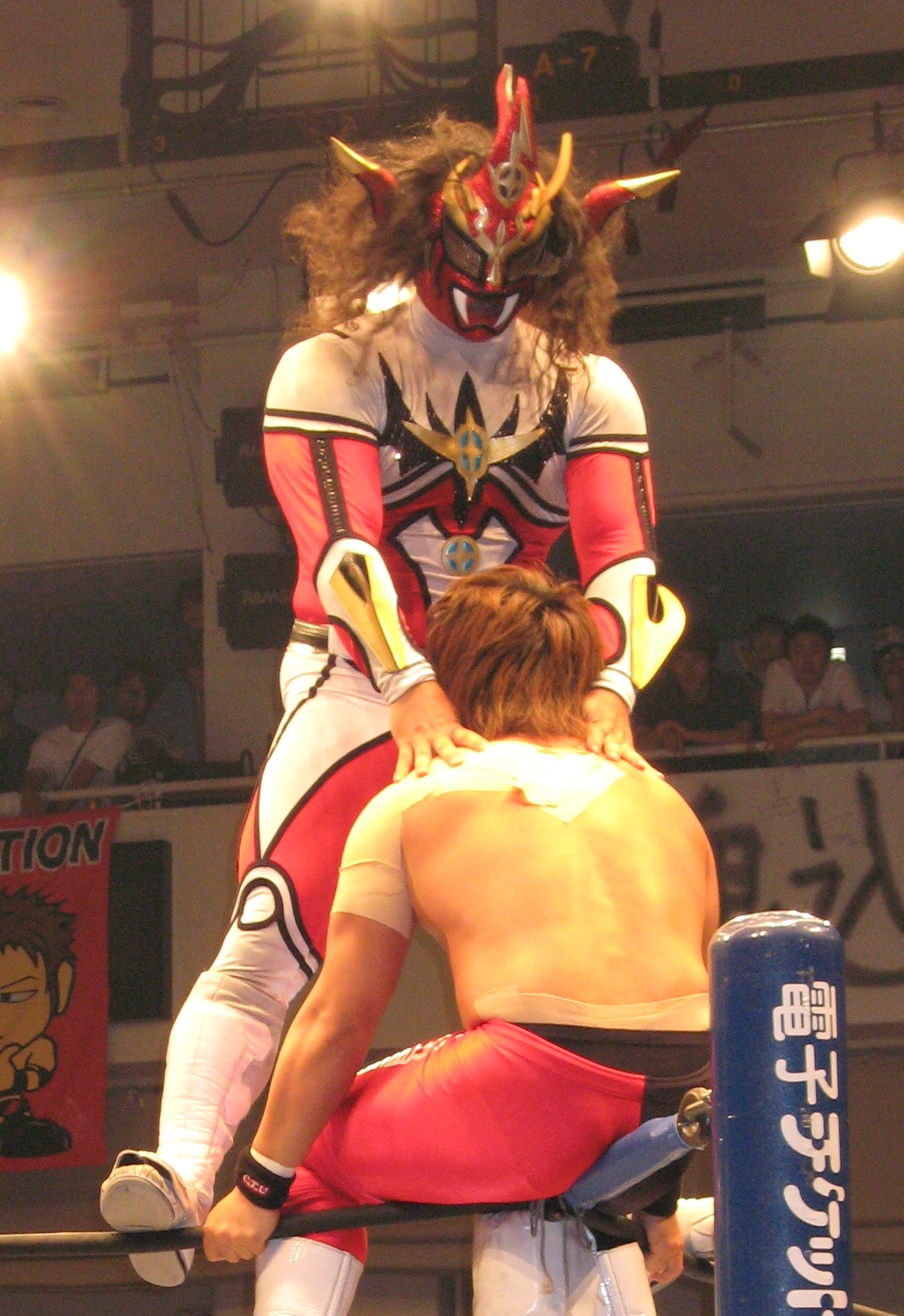
Liger a punto de realizar una "super hurricanrana" a Minoru.

- Movimientos finales
  - Liger Bomb[1][2][3] (Running sitout powerbomb)
  - Liger Suplex[3] (Leg hook belly to back suplex)
  - C.T.B. - Crash Thunder Buster[2][3] (Belly to back wheelbarrow facebuster)
  - Air Scissors Drop[4] (Lou Thesz press) - 2009-presente
  - Brainbuster,[1][2] a veces desde una posición elevada[1]
  - Diving corkscrew moonsault[5] - 1996
  - Diving shooting star press[1][2][3] - 1987-1994, aún usado esporádicamente; innovado
  - Fisherman brainbuster,[1] a veces desde una posición elevada[1]
  - Super DDT[6] - 1984-1994, aún usado esporádicamente

- Movimientos de firma
  - Shotei[2] (High-impact palm thrust)[1]
  - Rolling Koppo Kick[1][2] (Rolling wheel kick)
  - Romero Special[1][2][3] (Elevated surfboard)
  - Pescado[1][3] (Plancha)
  - Arm wrench inside cradle pin
  - Camel clutch
  - Cross armbar
  - Crossface chickenwing
  - DDT
  - Diving knee drop[7]
  - Diving moonsault[3]
  - Dropkick[7]
  - Figure four leglock[7]
  - Frog splash[1]
  - Hurricanrana, a veces a un oponente elevado[1][3] o desde una posición elevada
  - Indian deathlock
  - Kneeling belly to belly piledriver[1]
  - Over the top rope suicide dive
  - Senton bomb, a veces hacia fuera del ring
  - Standing powerbomb[1][3]
  - Tilt-a-whirl backbreaker
  - Varios tipos de suplex:
    - Belly to back
    - Bridging German
    - Gutwrench

  - Victory roll

- Mánagers
  - Sonny Onoo

- Apodos
  - "The Shooting Star"

## Campeonatos y logros
- All Star Wrestling
  - World Heavy Middleweight Championship (2 veces)[8]

- Consejo Mundial de Lucha Libre
  - Campeonato Mundial Peso Medio de CMLL (1 vez)[9]
  - Campeonato Universal de CMLL (2010)[10]
  - Campeonato Mundial en Parejas del CMLL (1 vez) - con Hiroshi Tanahashi

- Dragon Gate
  - Dragon Gate Open the Dream Gate Championship (1 vez)[1]

- Jersey All Pro Wrestling
  - JAPW Light Heavyweight Championship (1 vez)[11][12]

- Michinoku Pro Wrestling
  - British Commonwealth Junior Heavyweight Championship (2 veces)[1]
  - Super J Cup (2000)[13]

- New Japan Pro-Wrestling
  - IWGP Junior Heavyweight Championship (11 veces)[1]
  - IWGP Junior Heavyweight Tag Team Championship (6 veces) – con The Great Sasuke (1), El Samurai (1), Minoru Tanaka, (1), Koji Kanemoto (1), AKIRA (1) y Tiger Mask IV (1)[1]
  - J-Crown (1 vez)[14]
  - NWA World Junior Heavyweight Championship (1 vez)[1]
  - NWA World Welterweight Championship (1 vez)[1]
  - UWA World Junior Light Heavyweight Championship (1 vez)[1]
  - WWA World Junior Light Heavyweight Championship (1 vez)[1]
  - WWF Light Heavyweight Championship (1 vez)[1]
  - Best of the Super Juniors (1992)
  - Best of the Super Juniors (1994)
  - Best of the Super Juniors (2001)[13][15]
  - G1 Junior Tag League (2001) – con El Samurai[13]
  - Naeba Cup Tag Tournament (2001) – con Yuji Nagata[13]
  - Young Lion Cup (1986)[16]
  - Actuación más destacada (2000)[17]
  - Mejor lucha en parejas (2003) con Koji Kanemoto contra Kotaro Suzuki & Naomichi Marufuji el 10 de junio[18]

- Osaka Pro Wrestling
  - OPW Tag Team Championship (1 vez) – con Takehiro Murahama[1]

- Pro Wrestling NOAH
  - GHC Junior Heavyweight Championship (1 vez)[19]
  - GHC Junior Heavyweight Tag Team Championship (1 vez) – con Tiger Mask IV[20]
  - NTV G+ Cup Junior Heavyweight Tag League (2013) – con Tiger Mask IV[20]

- World Championship Wrestling
  - WCW World Light Heavyweight Championship (1 vez)[1]

- Wrestle Association R
  - WAR International Junior Heavyweight Tag Team Championship (1 vez) – con El Samurái[1]
  - Super J Cup (1995)[21]

- WWE
  - WWF Light Heavyweight Championship (1 vez)[1]
  - WWE Hall of Fame (2020)

- Pro Wrestling Illustrated
  - Situado en el Nº8 en los PWI 500 de 2000[22]
  - Situado en el N°40 en los PWI 500 de 2006[23]
  - Situado en el N°119 en los PWI 500 de 2008[24]
  - Situado en el Nº12 dentro de los 500 mejores luchadores de la historia - PWI Years, 2003[25]

- Wrestling Observer Newsletter
  - WON Lucha de 5 estrellas (1994) contra The Great Sasuke el 8 de julio
  - WON Mejor gimmick (1989)
  - WON Mejor luchador aéreo (1989)
  - WON Mejor luchador aéreo (1990)
  - WON Mejor luchador aéreo (1991)
  - WON Mejor luchador aéreo (1992)
  - WON Mejor luchador aéreo (1993)
  - WON Mejor luchador técnico (1989)
  - WON Mejor luchador técnico (1990)
  - WON Mejor luchador técnico (1991)
  - WON Mejor luchador técnico (1992)
  - WON Mejor movimiento de lucha (1987) Shooting star press
  - WON Mejor movimiento de lucha (1988) Shooting star press
  - WON Lucha del año (1990) contra Naoki Sano el 31 de enero
  - WON Luchador más destacado (1990)
  - WON Luchador más destacado (1991)
  - WON Luchador más destacado (1992)
  - WON Debutante del año (1984) compartido con Tom Zenk
  - WON Hall of Fame (Clase de 1999)

- Tokyo Sports
  - Principiante del año (1985)

## Récord en artes marciales mixtas
| Resultado | Récord | Oponente      | Método                      | Evento              | Fecha                   | Ronda | Tiempo | Localización              |
| --------- | ------ | ------------- | --------------------------- | ------------------- | ----------------------- | ----- | ------ | ------------------------- |
| Derrota   | 0-1    | Minoru Suzuki | Sumisión (rear naked choke) | Pancrase - Spirit 8 | 30 de noviembre de 2002 | 1     | 1:48   | Yokohama, Kanagawa, Japón |

## Filmografía
| Título                                | Papel    | Año  |
| Jushin Thunder Liger: Fist of Thunder | Él mismo | 1995 |